# Gnotus chionops
Gnotus chionops là một loài tò vò trong họ Ichneumonidae.